# Nachal Chamdal
Nachal Chamdal (hebrejsky: נחל חמדל) je vodní tok v Izraeli, respektive na Golanských výšinách okupovaných Izraelem od roku 1967.
Začíná v centrální části Golanských výšin, nedaleko vesnice Ša'al. Směřuje pak k západu, zpočátku mělkým údolím skrz plochou krajinu. Na dolním toku se zařezává do podloží, čímž vytváří úzké údolí, jež směřuje stále k západu. Část údolí je součástí přírodní rezervace o ploše 1500 dunamů (1,5 kilometru čtverečního). Nacházejí se tu vodopády, které jsou aktivní v zimě, během období dešťů. Pak ústí do řeky Jordán, již v mezinárodně uznávaných hranicích Izraele, jižně od obce Gonen.